# Geisenheim
Geisenheim è un comune tedesco di 11 699 abitanti, situato nel land dell'Assia.
La scuola enologica di Geisenheim fu istituita nel 1872 un anno dopo il Trattato di Francoforte, come scuola di Viticoltura ed Enologia.